# جامعة ينا

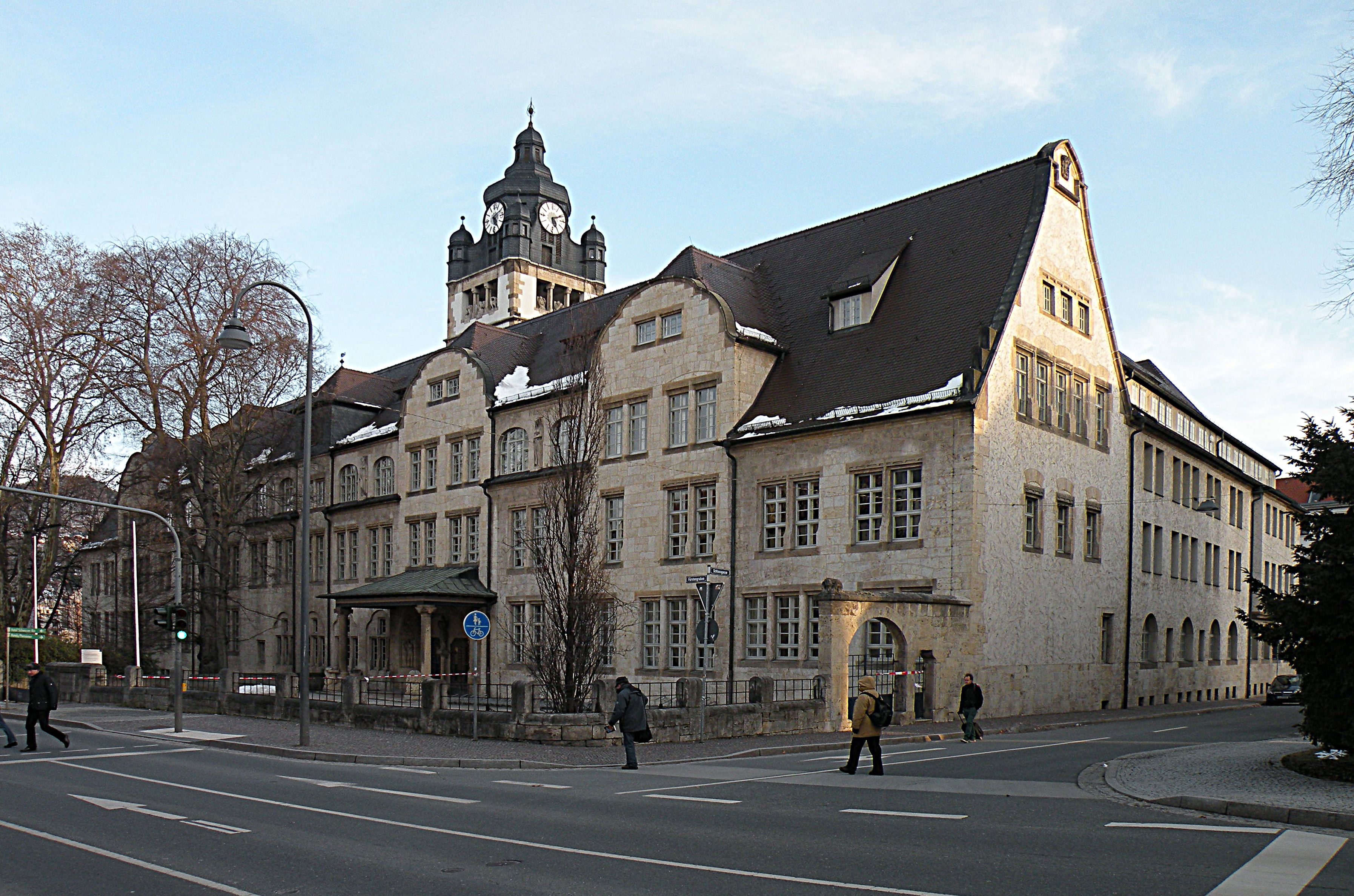
المبنى القديم للجامعة

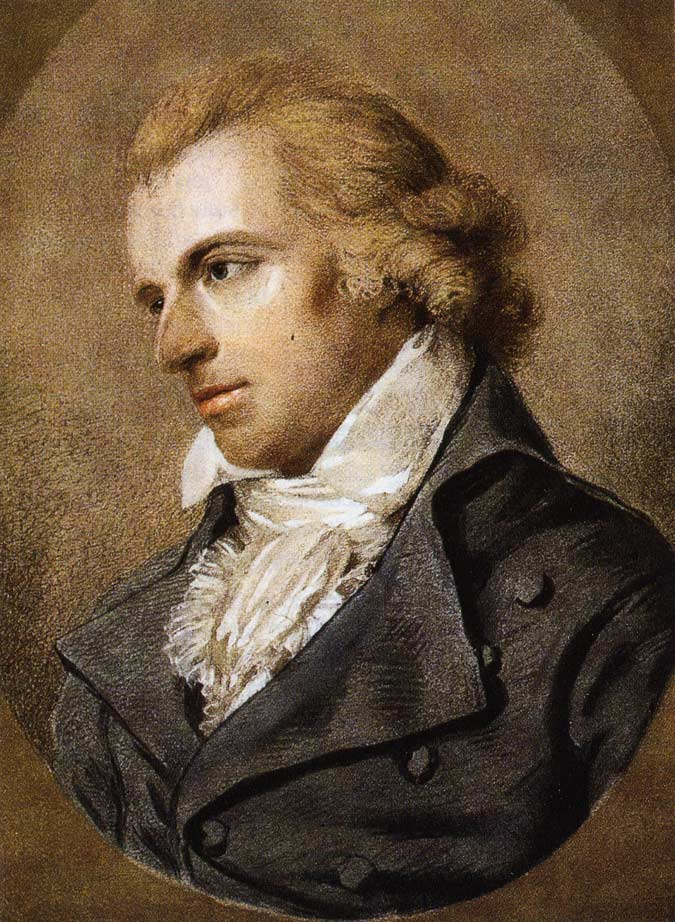
فريدريش شيلر

جامعة ينا أو جامعة فريدريش شيلر (بالألمانية: Friedrich-Schiller-Universität Jena) إحدى أشهر الجامعات الألمانية وأكثرها عراقة، تأسست سنة 1558 في مدينة ينا. وفي عام 1934 تقرر تسمية الجامعة باسم فريدريش شيلر الذي مثّل أحد أشهر الأساتذة الذي مروا على الجامعة، وقد أصبح شيلر مدرسًا في الجامعة بدءًا من 1787 وذلك على إثر توصية خاصة من غوته.

## نظرة تاريخية

### التاريخ المبكر
فكر الأمير الناخب يوحنا فريدريك الساكسوني لأول مرة في خطة لإنشاء جامعة في مدينة ينا على نهر زاله عام 1547 أثناء أسره على يد الإمبراطور كارل الخامس. وبدأ أبناؤه الثلاثة بتنفيذ الخطة، وبعد الحصول على ميثاق من الإمبراطور فرديناند الأول، تم تأسيس الجامعة في 2 فبراير 1558. وقد أطلق عليها اسم الجامعة الدوقية الساكسونية العامة (بالألمانية: Herzoglich Sächsische Gesamtuniversität) أو سالانا (نسبة إلى نهر زاله)، وكانت تُدار بشكل مشترك من قبل دوقيات ساكسونيا التي تشكلت بعد تقسيم دوقية يوحنا فريدريك.
قبل القرن العشرين، بلغ تسجيل الطلاب في الجامعة ذروته في القرن الثامن عشر. وبلغت سمعة الجامعة قمتها تحت رعاية الدوق كارل أوغست، راعي غوته (1787-1806)، عندما كان من بين أعضاء هيئة التدريس فيها كل من غوتليب فيشته، وهيغل، وفريدريش شيلينغ، وفريدريش فون شليغل، وفريدريش شيلر. في أواخر القرن التاسع عشر، قامت كلية علم الحيوان بتدريس نظرية التطور، حيث نشر كل من كارل غيغينباور وإرنست هيكل وآخرون نظريات مفصلة بالتزامن مع نشر داروين لكتابه "أصل الأنواع" (1858). اكتسب إرنست هيكل شهرة كبيرة في بعض الدول الأوروبية لدرجة أن مصطلح "هيكلية" أصبح أكثر شيوعًا من مصطلح "داروينية". بحلول عام 1905، كان عدد الطلاب المسجلين في ينا 1100 طالب، وبلغ عدد أعضاء هيئة التدريس (بما في ذلك المحاضرين الخاصين) 112. من بين المرافق المتعددة للجامعة آنذاك كانت المكتبة التي تضم 200,000 مجلد؛ المرصد الفلكي؛ معهد الأرصاد الجوية؛ الحديقة النباتية؛ المعاهد اللاهوتية، والفيلولوجية، والتعليمية؛ والمعاهد السريرية، التشريحية، والفيزيائية المجهزة تجهيزًا جيدًا.
بعد نهاية دوقيات ساكسونيا في عام 1918 ودمجها مع إمارات أخرى لتشكيل ولاية تورينغن الحرة في عام 1920، أعيدت تسمية الجامعة باسم جامعة ولاية تورينغن في عام 1921. وفي عام 1934، تم تغيير اسم الجامعة مرة أخرى إلى اسمها الحالي، جامعة فريدريش شيلر. خلال القرن العشرين، جلب التعاون بين شركة زايس والجامعة ازدهارًا جديدًا واهتمامًا بيا، مما أدى إلى زيادة كبيرة في التمويل وعدد الطلاب المسجلين.

### فترة الحكم النازي
خلال عهد الرايخ الثالث، تسلَّم النازيون المتشددون مناصب قيادية في الجامعة. تم تعيين الباحث العرقي وضابط القوات الخاصة (SS) كارل أستل أستاذًا في عام 1933، متجاوزًا المؤهلات التقليدية والإجراءات المعتادة؛ وأصبح لاحقًا رئيسًا للجامعة في عام 1939. أيضًا في عام 1933، اضطر العديد من الأساتذة إلى مغادرة الجامعة نتيجة قانون استعادة الخدمة المدنية المهنية. تم حل الجمعيات الطلابية، وخاصة البورشينشافتن، ودمجها في الاتحاد الطلابي النازي. حظي الاتحاد الطلابي النازي بشعبية كبيرة قبل تولي السلطة، وحقق دعمًا كبيرًا في انتخابات الطلاب في يناير 1933، حيث حصل على 49.3% من الأصوات، وهو ما يمثل ثاني أفضل نتيجة. 
سُجِّلت صلات واسعة النطاق بين الطلاب في جينا والاتحاد الطلابي النازي من الناحيتين البشرية والأيديولوجية. خلال الغارات الجوية للحلفاء على مدينة جينا في فبراير ومارس 1945، تعرضت مكتبة الجامعة والمبنى الرئيسي للجامعة والعديد من العيادات في شارع باخ لأضرار جسيمة أو تدمير كامل. تم تدمير الحديقة النباتية والمعهدين النفسي والفيزيولوجي وثلاثة معاهد كيميائية بشكل كامل. ومن الأحداث المهمة خلال فترة الحكم النازي التحقيق في أفعال طبيب الأطفال يوسف إبراهيم. أشارت لجنة مجلس الجامعة إلى تورطه في "جرائم القتل الرحيم" للأطفال ذوي الإعاقات الجسدية أو العقلية.

### العصر الحاضر
في القرن العشرين، تم تعزيز الجامعة من خلال التعاون مع شركة كارل زايس، مما أتاح لها زيادة عدد الطلاب لتصبح جامعة جماهيرية. في عام 1905، كان لدى الجامعة 1100 طالب و112 أستاذًا جامعيًا، ومنذ ذلك الحين تضاعف هذا العدد نحو عشرين مرة. تُعد جامعة فريدريش شيلر الجامعة الشاملة الوحيدة في ولاية تورينغن.
منذ عام 1995، تم تأسيس اتحاد جامعي مع جامعة مارتن لوثر في هاله-فيتنبرغ وجامعة لايبزيغ. الهدف الأول هو منح الطلاب فرصة لحضور الجامعات الشريكة والمشاركة في فعالياتها بسهولة نسبية، لتوسيع نطاق الموضوعات والتخصصات. على سبيل المثال، انضمت الجامعات إلى تعاون في مجال التدريس في تخصص المعلوماتية الحيوية. بالإضافة إلى ذلك، يُتيح هذا التعاون للإدارات الجامعية تبادل الخبرات من خلال اجتماعات منتظمة وإطلاق مشاريع مشتركة. على سبيل المثال، جاء الفوز الناجح بمشروع مركز الأبحاث الألماني للتنوع البيولوجي التكاملي من خلال هذا الشبكة الجامعية. يمتد التعاون إلى مستويات أخرى، مثل برنامج إرشادي مشترك للباحثات بعد الدكتوراه أو شبكة أرشيفات ألمانيا الوسطى. وأخيرًا، هناك أنشطة رياضية مشتركة بين الجامعات.
منذ أكتوبر 2014، يشغل عالم الصيدلة والتر روزينثال منصب رئيس الجامعة، بينما يشغل عالم الرياضيات كلاوس بارثولمي منصب المستشار منذ عام 2007.

## التصنيف
تحظى جامعة ينا بتقدير في العديد من أنظمة تصنيف الجامعات. 
وفقًا لتصنيف QS للجامعات العالمية لعام 2024، تحتل الجامعة المرتبة 461 عالميًا والمرتبة 26 على المستوى الوطني.
في تصنيف Times Higher Education للجامعات العالمية لعام 2024، تأتي الجامعة في الفئة 201-250 عالميًا و22-24 على المستوى الوطني.
أما في تصنيف ARWU (تصنيف شنغهاي الأكاديمي للجامعات العالمية) لعام 2022، فتندرج الجامعة ضمن الفئة 401-500 عالميًا، وبين المرتبة 25 و31 على المستوى الوطني.

## مدارس الجامعة
تتكون الجامعة من 10 مدارس وهي:-
- مدرسة علم الإلهيات.
- مدرسة التشريع.
- مدرسة الاقتصاد وإدارة الأعمال.
- مدرسة العوم الإنسانية.
- مدرسة علوم إجتماعية والسلوكية.
- مدرسة الرياضيات وعلوم الحاسوب.
- مدرسة الفيزياء وعلم الفلك.
- مدرسة الكيمياء وعلم الأرض.
- مدرسة الأحياء والصيدلة.
- مدرسة الطب.

## من مشاهير الخريجين
- آرثر شوبنهاور
- إرفين شرودنغر
- أكسل أكسنسترنا
- رودلف أوكن: كاتب وفيلسوف حاصل على جائزة نوبل في الأدب سنة 1908.
- رودلف كارناب
- ريشارد سيغموندي: حاصل على جائزة نوبل في الكيمياء سنة 1925.
- غرهارت هاوبتمان: حاصل على جائزة نوبل في الأدب عام 1912.
- غوتفريد بن
- غوتفريد لايبنتس
- غوتلوب فريغه
- فريتز هابر: حاصل على جائزة نوبل في الكيمياء عام 1918.
- كارل زايس
- كارل ماركس
- كريستا فولف
- كورت توخولسكي
- ميكائيل شتيفل
- هربرت كرومر: حاصل على جائزة نوبل في الفيزياء عام 2000.
- يوهان غوستاف شتيكل

## من مشاهير الأساتذة
- إرنست كارل أبه
- إرنست هيكل
- ثيودور كارل هرتزوغ
- كارل فولرس
- يوسف إبراهيم
- يوهان غوتفريد كوزغارتن
- يوهان غوتليب فيشته
- يوهان غوستاف درويزن
- يوهان غوستاف شتيكل